# Barthélémy Chinenyeze
Barthélémy Chinenyeze (Dunkerque, 28 de febrero de 1998) es un jugador profesional de voleibol francés, juego de posición central. Desde la temporada 2019/2020, ha estado jugando en italiano Serie A para el equipo Tonno Callipo Vibo Valentia.

## Palmarés

### Clubes
Campeonato de Francia:
- 2019
- 2017

Copa de Francia:
- 2019

### Selección nacional
Liga Mundial:
- 2017

Liga de Naciones:
- 2018